# Kingdom: New Lands
Kingdom: New Lands (deutsch Königreich: Neue Länder) ist ein Computer-Strategiespiel aus dem Jahr 2016, das von Thomas van den Berg (Nick: Noio) und Marco Bancale (Nick: Licorice) entwickelt und von Raw Fury veröffentlicht wurde. Es wurde am 9. August 2016 für Windows, macOS und Xbox One veröffentlicht. Als Nachfolger des Videospiels Kingdom aus dem Jahr 2015 übernehmen die Spieler die Kontrolle über einen berittenen Monarchen, während sie ihr Königreich aufbauen und vor Monstern namens Greed (deutsch Gierige) verteidigen. Der Monarch kann Untertanen wie Bauarbeiter und Bogenschützen rekrutieren, um seine Basis zu befestigen, während er seinem Ziel, über fünf Inseln zu herrschen, näher kommt. Versionen für iOS und Android wurden im März 2017 veröffentlicht, für Nintendo Switch im September 2017, gefolgt von PlayStation 4 am 16. Januar 2018. Das Spiel erhielt bei seiner Veröffentlichung gemischte bis allgemein positive Kritiken.

## Spielablauf
Kingdom: New Lands ist ein 2D Side-Scrolling Strategie- und Roguelike-Spiel. Die Spielfigur ist ein Monarch auf einem Ross, der ein Königreich aufbauen und es nachts vor Wesen namens Gierige (englisch Greed) verteidigen muss. Gleichzeitig muss er zwischen fünf prozedural generierten Inseln hin- und herreisen, indem er ein Schiff repariert, wobei jede Insel schwieriger ist als die vorherige. Der Monarch beginnt mit zwei Dorfbewohnern und einer kleinen Anzahl von Münzen. Um das Königreich aufzubauen, muss der Monarch Untertanen rekrutieren und ihnen Aufgaben geben, z. B. Bauarbeiter, die Verteidigungsanlagen errichten, oder Bogenschützen, die die Gierigen angreifen und Kaninchen jagen, um Goldmünzen zu verdienen. Münzen können ausgegeben werden, um neue Dorfbewohner in Lagern außerhalb des Königreichs anzuheuern, oder zum Bau von Mauern und zur Reparatur nützlicher Gebäude verwendet werden. Rekrutierten Untertanen können Aufgaben gegeben werden, indem der Monarch Goldmünzen ausgibt, um Ausrüstung zu kaufen. Dorfbewohner die von den Gierigen angegriffen werden, verlieren sie ihre Werkzeuge und werden zu Bettlern. Sie Spieler müssen die ständig zunehmenden Wellen der Gierigen in Schach halten, um zu verhindern, dass sie die Krone des Monarchen stehlen und das Spiel damit verloren ist.

## Rezeption
Laut dem Review-Aggregator Metacritic erhielt Kingdom: New Lands für die Xbox-One-Version „allgemein positive“ Bewertungen und für die Nintendo-Switch-Version „gemischte bis durchschnittliche Bewertungen“. Nintendo World Report lobte die visuellen Effekte, die Beleuchtung und die strategischen Elemente des Spiels, sagte aber, dass es bei der Bildrate erkennbare Probleme gebe. Nintendo Life bewertete das Spiel mit 6/10 und nannte die Pixel-Art und den Soundtrack als Stärken, sagte aber, dass manche Spieler die Gameplay-Elemente als zu simpel empfinden würden. Destructoid stellte fest, dass die Switch-Version technische Probleme hatte, während Jeuxvideo den Soundtrack und die zusätzlichen Inhalte im Vergleich zum ursprünglichen Kingdom lobte, bemerkte aber, dass die KI nicht immer wie beabsichtigt funktionierte.

## Weblink
- Offizielle Website